# Dicranophorus secretus
Dicranophorus secretus är en hjuldjursart som beskrevs av Donner 1951. Dicranophorus secretus ingår i släktet Dicranophorus och familjen Dicranophoridae. Inga underarter finns listade i Catalogue of Life.